# 크리에이티브 커먼즈 라이선스

크리에이티브 커먼즈 로고

크리에이티브 커먼즈 라이선스(영어: Creative Commons License)는 크리에이티브 커먼즈가 만든 특정 조건에 따라 저작물 배포를 허용하는 저작권 라이선스 중 하나이다. 간단히 CCL이라고도 한다.
크리에이티브 커먼즈 라이선스(CCL)를 따르는 대표적인 프로젝트에는 위키백과가
있다. 위키백과는 크리에이티브 커먼즈(CCL)와 GNU 자유 문서(GFDL)의 2중 라이선스를 따른다.

## 버전
- 2.0 대한민국 - 대한민국법을 적용하는 버전이다.
- 2.5 - 2.0 버전에서 부분개정되었다.
- 3.0 - 2007년 5월에 개정된 버전이다. 2.5 버전에서 전면적으로 개정되었다.
- 4.0 - 2013년 11월에 개정된 최신 버전이다.[1] 데이터베이스에서도 사용할 수 있도록 개정되었다.[2]

## 종류
|  |  |

일반적으로 다음의 권리를 선택하여 사용할 수 있다.
| Attribution    | 저작자표시(Attribution; BY)       | 저작물을 사용할 때에 원저작자를 꼭 표기해야 한다.                            |
| Non-commercial | 비영리(Noncommercial; NC)         | 저작물을 영리 목적으로 사용할 수 없다.                                       |
| Non-derivative | 변경금지(No Derivative Works; ND) | 저작물을 변경할 수 없다.                                                     |
| Share-alike    | 동일조건변경허락(Share-alike; SA) | 2차 저작물을 만들 때 그 저작물에도 원저작물과 같은 라이선스를 사용해야 한다. |

## 조합
일반적으로 다음의 7가지 조합을 선택할 수 있다.
| 아이콘           | 설명                                   | 약칭     | 저작자표시 필요 | 2차적저작물 허용 | 영리 목적 이용 가능 | 자유 저작물 여부 | OKI의 기준 만족 |
| ---------------- | -------------------------------------- | -------- | --------------- | ---------------- | ------------------- | ---------------- | --------------- |
| CC0 icon         | 퍼블릭 도메인                          | CC0      | 필요 없음       | 예               | 예                  | 예               | 예              |
| CC-BY icon       | 저작자표시                             | BY       | 예              | 예               | 예                  | 예               | 예              |
| CC-BY-SA icon    | 저작자표시 + 동일조건변경허락          | BY-SA    | 예              | 예               | 예                  | 예               | 예              |
| CC-by-NC icon    | 저작자표시 + 비영리                    | BY-NC    | 예              | 예               | 아니요              | 아니요           | 아니요          |
| CC-BY-NC-SA icon | 저작자표시 + 비영리 + 동일조건변경허락 | BY-NC-SA | 예              | 예               | 아니요              | 아니요           | 아니요          |
| CC-BY-ND icon    | 저작자표시 + 변경금지                  | BY-ND    | 예              | 아니요           | 예                  | 아니요           | 아니요          |
| CC-BY-NC-ND icon | 저작자표시 + 비영리 + 변경금지         | BY-NC-ND | 예              | 아니요           | 아니요              | 아니요           | 아니요          |

## 지역화
크리에이티브 커먼즈 라이선스는 미국의 저작권을 염두에 두고 개발되었다. 따라서 개별 나라의 사정에 맞지 않을 수도 있기에, 이를 각 나라에 맞도록 수정하는 iCommons 프로젝트를 진행하고 있다. 2008년 기준으로 대한민국을 포함한 50개국에서 이 작업이 완료되었고, 아일랜드, 요르단 등 5개국에서 작업이 진행 중이다. 대한민국에서는 "사단법인 한국정보법학회"가 이 일을 맡아서, 대한민국 법에 맞는 크리에이티브 커먼즈 라이선스를 개발하여 발표하고 있다. 대한민국에 맞춘 지역화가 완료된 최신 버전은 2.0이다. 다만, 대한민국에 지역화된 CCL은 2.0 버전이 이미 국제화 버전의 3.0에서 해결된 문제를 해결하여, 버전의 업그레이드만 없었을 뿐이라고 하였다.
최근에는 워드프로세서 한/글 2007, 다음 블로그/카페, 네이버 블로그/카페, 티스토리 등에서 이용자가 간편하게 크리에이티브 커먼즈를 사용할 수 있도록 서비스를 제공하고 있어서, 크리에이티브 커먼즈 라이선스로 저작권을 표시하는 대한민국의 네티즌이 점차 늘어나고 있다.
CCL 4.0 버전부터는 국제 공통 라이선스로 변경되어 개발 중이다. 또한, 4.0 미만의 버전에서는 해당 라이선스가 적용되는 지역을 명확히 구분해야 한다. 한국어로 표시되었다고 해도, 단순 번역임과 동시에 라이선스 내용이 다른, 다른 국가의 라이선스일 수 있기 때문이다.

## CC0

CC0 라이선스 로고.

퍼블릭 도메인을 표시하기 위해 만들어졌다. 간단하게 CC0로 표현한다. 기존에 사용되던 CC Public Domain 라이선스는 CC0로 변경되었다.

## 위키백과의 CCL
위키백과 문서의 내용들은 기본적으로 BY-SA (저작자 표시-동일조건 변경 허락) 4.0을 따른다. 위키미디어 공용에 업로드 할 수 있는 종류의 CCL은 CC0, BY, BY-SA 세 종류이다.

## 같이 보기
- 크리에이티브 커먼즈